# Manrico Ducceschi
Manrico Ducceschi, conhecido pelo nome de guerra de  “Pippo” (Cápua, 11 de setembro de  1920 – Lucca, 24 de agosto de 1948), foi um partigiano italiano

## Biografia
Nascido por acaso em Cápua, filho de Fernando e Matilde Bonaccio, nativos de Pistóia, na Toscana, onde cresceu e estudou. Inscreve-se na faculdade de Letras e Filosofia de Florença, mas não terminou os estudos pelo chamado das armas.
O 8 de setembro de 1943 (declaração de guerra da Itália à Alemanha) encontra Pippo em Tarquinia como aluno-oficial do V Regimento Alpino. Ele escapa à captura e retorna à sua cidade, reatando laços com seus colegas de faculdade, militantes do grupo Giustizia e Libertà, ligados ao Partido da Acção (de ideário republicano, social democrata e socialista liberal), em Florença. Estabelecem-se nos bosques para participar da Resistência, inicialmente com o nome de guerra de “Pontito" e posteriormente “Pippo”, em homenagem a Giuseppe Mazzini
Ainda em meados de setembro constitui a primeira Brigada Rosselli na região alpina de Tre Potenze, absorve algumas formações menores da Pistóia e Lucca. Em 16 de março de 1944 o grupo assume a denominação oficial de “Exército de Libertação Nacional – XI Zona Patriota”, com características apartidárias, operante entre Garfagnana, Valdinievole e as montanhas de Pistóia.
Uma de suas principais operações foi a interceptação do Contra-almirante japonês Toyo Mitunobu, capturando documentos que viriam a ser úteis aos Aliados na Guerra do Pacífico .
Graças aos contatos com os aliados, através de agentes da OSS, a formação obteve equipamentos, recebidos por via aérea.
Com a chegada do V Exército aliado em outubro de 1944, a formação é designada “Batalhão Autônimo Patriota Pippo” e, com uniformes e equipamentos americanos, foi encarregada de cerca de 40 km de front correspondente à Linha Gótica, como vanguarda do V Exército americano, lutando ocasionalmente junto ou em apoio à Força Expedicionária Brasileira. Sua ação inspirava-se no princípio de aliviar o sofrimento da população civil e apressar a liberação do território italiano.
Após a derrocada da Linha Gótica, flanqueou e mesmo precedeu a tropa aliada, participando da libertação de Modena, Reggio Emilia, Parma, Piacenza e Lodi, entrando também em Milão e até a fronteira suíça.
Em 6 de junho de 1945 retorna à Toscana e, em presença de oficiais aliados, a unidade militar é dissolvida com honra.
A independência dos atos de Ducceschi, a liberdade de ação que se outorgou, nunca foi bem aceita.
Ao final da guerra o comandante partigiano “Pippo” foi condecorado pelos Aliados  com a Estrela de Bronze pelo seu valor militar, mas não teve qualquer reconhecimento nem pelas organizações “partigiane” nem pelo Estado Italiano. Ocorreram atritos quando Pippo declarou ter denunciado abusos cometidos por grupos da resistência.
As denúncias não tiveram desdobramento depois que Pippo foi encontrado por seu pai enforcado na sua casa de Lucca. A hipótese de suicídio, proposta pelos investigadores e aceita oficialmente, nunca convenceu as pessoas que lhe eram próximas. Foi enterrado com honras militares .